# Lovells Island
Lovells Island ist eine Insel in der Quincy Bay im Boston Harbor. Sie liegt 7,2 mi (11,6 km) vom Bostoner Stadtzentrum entfernt auf dem Gebiet des Bundesstaats Massachusetts der Vereinigten Staaten. Sie wird vom Massachusetts Department of Conservation and Recreation (DCR) verwaltet und ist Teil der Boston Harbor Islands National Recreation Area. Lovells Island verfügt über eine dauerhafte Fläche von ca. 62 Acres (25 ha), die durch ein Watt je nach Tidenhub temporär um bis zu 60 Acres (24 ha) vergrößert wird.

## Geographie

### Geologie
Die Insel besteht aus einer Feuchtwiese und drei miteinander verbundenen Drumlins, von denen sich der mittlere auf bis zu 79 ft (24,1 m) erhebt. An der ansonsten felsigen Küste liegt im Nordosten der Insel ein Strand. Entlang der Südküste erstreckt sich eine 0,5 mi (0,8 km) lange Düne, eine weitere, jedoch deutlich kleinere befindet sich an der Nordküste. Das Aussehen und die Topografie der Insel wurden durch eine künstliche Uferbefestigung sowie durch die Errichtung von Befestigungsanlagen teilweise stark verändert.

### Flora und Fauna
Der älteste Baum auf Lovells Island ist höchstwahrscheinlich der Stumpf einer Kastanie, aus dem heute noch lebensfähige Äste wachsen. Die meisten auf der Insel angepflanzten Spezies stammen aus den 1930er Jahren, als das Civilian Conservation Corps versuchte, einen natürlichen Wald neu entstehen zu lassen. Mit der Reaktivierung des auf der Insel befindlichen Forts in den 1940er Jahren wurden die Pflanzen jedoch größtenteils wieder entfernt.
Nach dem Zweiten Weltkrieg wurde die Insel sich selbst überlassen. Aus den 1930er Jahren sind noch wenige Pappeln, Kiefern und Fichten erhalten; neu angesiedelt haben sich unter anderem Essigbäume, spätblühende Traubenkirschen, virginische Traubenkirschen, Apfelbäume und Grau-Birken.
Zu den verbreitet vorkommenden Sträuchern zählen Myrica, Prunus, Himbeeren und Rosen. Die Wiese ist weitgehend mit Schilfrohr bedeckt, dort wachsen in kleineren Bereichen jedoch auch Schlickgräser, Binsengewächse, Queller und Strandflieder. In den Dünen der Insel gedeiht darüber hinaus Strandhafer. Kletternder Gift-Sumach wächst ausschließlich im Bereich der Geschützbatterie Terrill.
Die Tierwelt der Insel ist darüber hinaus noch Gegenstand wissenschaftlicher Untersuchungen.

## Geschichte

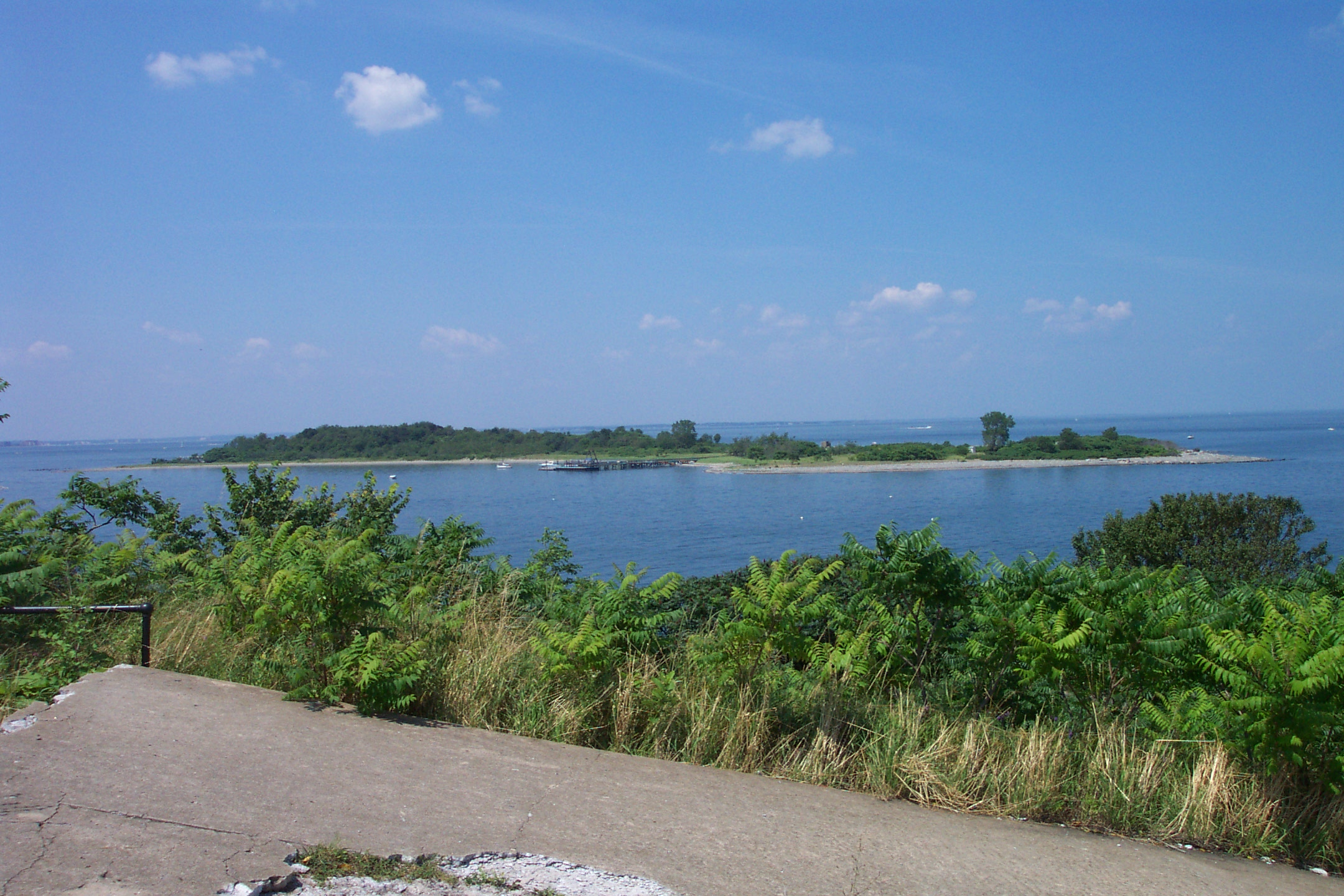
Die Insel von Georges Island aus gesehen

Vor der Kolonialisierung durch die Europäer siedelten Indianer saisonal auf Lovells Island, später wurde sie an Charlestown für Holzgewinnung und Fischfang übertragen. Die Hälfte des Holzes war dabei für die Errichtung des Forts auf Castle Island reserviert. Da die Insel entlang der ersten Wasserstraße in Richtung Boston positioniert ist, lagen regelmäßig in ihrer Nähe viele Wracks, darunter auch das am 15. August 1782 gesunkene französische Linienschiff Magnifique. 
Im Jahr 1902 wurden zwei Navigationslichter auf der Insel als Hilfe für über den South Channel ankommende Schiffe stationiert. 1919 wurde Charles Jennings, zuvor Leuchtturmwärter des Boston Light, zum Wärter über die Lichtanlage ernannt. Im Zuge der Erweiterung von Fort Standish auf der Insel wurden die Lichter in den späten 1930er Jahren demontiert.
Das Erscheinungsbild der Insel wurde zum einen durch die Errichtung einer Uferbefestigung aus Granit Mitte der 1880er Jahre und zum anderen durch den Bau von militärischen Einrichtungen im späten 19. Jahrhundert verändert. 1958 erwarb der Bundesstaat Massachusetts das Eigentum an der Insel.

## Sehenswürdigkeiten
Die Insel ist im Sommer täglich von 9:00 Uhr bis Sonnenuntergang für Besucher geöffnet. Sehenswert sind insbesondere:
- Schutzhütte für Besucher nahe dem Pier
- Fort Standish mit den Geschützbatterien
  - Whipple (drei 3 in (76,2 mm)-Geschütze auf zwei Bunkern)
  - Williams (zwei 6 in (152,4 mm)-Geschütze und Bunker)
  - Morris (zwei 10 in (254 mm)-Geschütze und Bunker)
  - Burbeck (zwei 10 in (254 mm)-Geschütze und Bunker)
  - Terrill (drei 6 in (152,4 mm)-Geschütze und Bunker)
- Pier
- Uferbefestigung aus Granit